# Chiara Francini
Chiara Francini (n. 20 decembrie 1976, Florența, Italia) este o actriță și moderatoare de televiziune italiană.